# Cobalt(II) oxalat
Cobalt(II) oxalat là hợp chất vô cơ có công thức hóa học CoC2O4. Giống như các oxalat vô cơ đơn giản khác, nó là một polymer phối hợp. Các oxalat kết nối qua trung tâm Co(OH2)2. Mỗi cobalt có dạng hình học phối trí bát diện.
Nó được sử dụng trong việc điều chế các chất xúc tác của cobalt và bột kim loại cobalt cho luyện kim. Nó được sản xuất trong quá trình tái chế pin ion-lithi, trong đó cobalt thu được từ catot (LiCoO2) có thể thu được bằng cách lọc bằng axit sunfuric và sau đó kết tủa bằng amoni oxalat.

## Hợp chất khác
CoC2O4 còn tạo một số hợp chất với NH3, như CoC2O4·2NH3·2H2O là bột màu đỏ tím.
CoC2O4 còn tạo một số hợp chất với N2H4, như:
- CoC2O4·N2H4 (tinh thể hồng nhạt);
- CoC2O4·2N2H4 (tinh thể màu mâm xôi đỏ).[3]

Mỗi hợp chất khi phân hủy sẽ lại tạo ra các hợp chất khác nhau.
- Đối với muối thứ nhất:
  - 180 °C (356 °F; 453 K) cho CoC2O4·0,95N2H4 (chất rắn hồng nhạt);
  - 295 °C (563 °F; 568 K) cho 0,9CoC2O4·0,4N2H4 (hoặc CoC2O4·4⁄9N2H4, chất rắn xám nhạt);
- Đối với muối thứ hai:
  - 75 °C (167 °F; 348 K) cho CoC2O4·1,97N2H4 (chất rắn hồng đậm);
  - 120 °C (248 °F; 393 K) cho CoC2O4·1,91N2H4 (chất rắn hồng nhạt);
  - 250 °C (482 °F; 523 K) cho CoC2O4·1,3N2H4 (chất rắn màu oải hương nhạt);
  - 270 °C (518 °F; 543 K) cho 0,9CoC2O4·0,54N2H4 (hoặc CoC2O4·⅗N2H4, chất rắn màu oải hương đậm);
  - 340 °C (644 °F; 613 K) cho 0,8CoC2O4·0,27N2H4 (hoặc CoC2O4·⅓N2H4, chất rắn màu xám lục).[4][ghi chú 1]